# Edward Archibald
Pour les articles homonymes, voir Archibald.
Edward Blake Archibald (né le 29 mars 1884 à Toronto et mort le 20 mai 1965 à Toronto) est un perchiste canadien.

## Biographie
Edward Archibald participe aux Jeux olympiques intercalés de 1906 qui se tiennent à Athènes. Dixième en saut à la perche, il termine septième de l'épreuve de pentathlon antique. Aux Jeux olympiques d'été de 1908 à Londres, il remporte la médaille de bronze en saut à la perche, avec un saut de 3,58 m.